# هانس پولور
هانس پولور (آلمانی: Hans Pulver; ۲۸ دسامبر ۱۹۰۲ – ۸ آوریل ۱۹۷۷) بازیکن و مربی فوتبال اهل سوئیس بود.
از باشگاه‌هایی که در آن بازی کرده‌است می‌توان به باشگاه ورزشی یانگ بویز برن اشاره کرد.